# Guy Steele

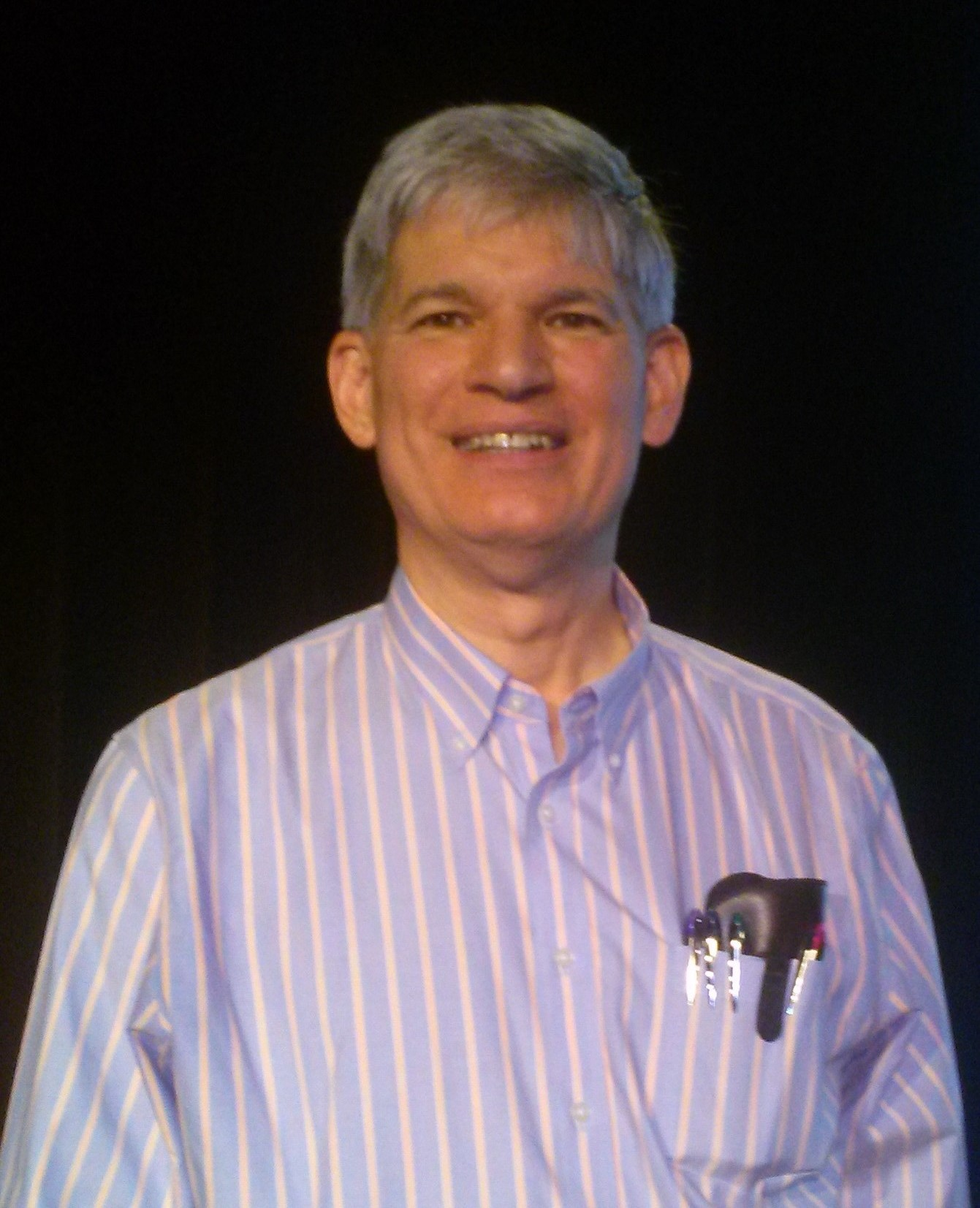
Guy Steele

Guy L. Steele Jr. is een Amerikaans softwareontwikkelaar en programmeertaalontwerper die vooral bekend is om zijn werk rondom Lisp.
Zo is hij bijvoorbeeld:
- mede-ontwikkelaar van Emacs, een editor voor Lisp
- mede-ontwerper van Scheme, een dialect van Lisp met een pioniersrol op het gebied van lazy evaluation
- auteur van de Common Lisp-standaard
- auteur van een bekend boek over Common Lisp[1]